# Mount Pew
Mount Pew är ett berg i Antarktis. Det ligger i Östantarktis. Nya Zeeland gör anspråk på området. Toppen på Mount Pew är 2 950 meter över havet.
Terrängen runt Mount Pew är huvudsakligen mycket bergig. Trakten är obefolkad. Det finns inga samhällen i närheten.